# Стюардесата
„Стюардесата“ (на английски: The Flight Attendant) е американски сериал, базиран на едноименния роман на Крис Бохялян.
Главната роля се изпълнява от Кейли Куоко, а премиерата му е на 26 ноември 2020 г. по HBO Max. На 18 декември 2020 г. е подновен за втори сезон, който започва на 21 април 2022 г.

## Резюме
Стюардесата Касандра Боудън се събужда в хотел в Банкок с махморлук от предишната нощ, а до нея има мъртвец. От страх тя не се обажда на полицията и продължава деня си сякаш нищо не се е случило, присъединявайки се към своите колеги, пътуващи за летището. В Ню Йорк е посрещната от агенти на ФБР, които я разпитват за престоя ѝ в Банкок. Тя не може да си спомни подробностите от вечерта и започва да се чуди дали самата тя не е убийцата.

## Заснемане
Снимките започват през ноември 2019 г. в Банкок, Тайланд и продължават в Уайт Плейнс, Ню Йорк през декември. На 12 март 2020 г. продукцията е спряна заради пандемията от COVID-19. Тя продължава на 31 август 2020 г. в Ню Йорк.